# فيروس كورونا المرتبط بمتلازمة الشرق الأوسط التنفسية
فيروس كورونا المرتبط بمتلازمة الشرق الأوسط التنفسية (تُعرف اختصارًا MERS-CoV أو EMC/2012)، هو فيروس ذو حمضٍ نووي ريبوزي مفرد الخيط، إيجابي الاتجاه ينتمي لجنس فيروسات كورونا بيتا.
أُطلع عليه في البداية اسم فيروس كورونا المستجد 2012 أو اختصارًا فيروس كورونا المستجد، حيثُ كان قد أُبلغ عنه للمرة الأولى في عام 2012، وذلك بعد تحديد تسلسل جينوم الفيروس، من فيروسٍ عُزل من عيناتٍ مخاطية لشخصٍ أُصيب بالمرض في عام 2012 عند تفشي الإنفلونزا الجديدة.
اعتبارًا من يوليو 2015، أُبلغ عن حالات الإصابة بفيروس كورونا المرتبط بمتلازمة الشرق الأوسط التنفسية (MERS-CoV) في أكثر من 21 دولة، بما في ذلك المملكة العربية السعودية والأردن وقطر ومصر والإمارات العربية المتحدة والكويت وتركيا وسلطنة عُمان والجزائر وبنغلاديش وإندونيسيا والنمسا، والمملكة المتحدة وكوريا الجنوبية، والولايات المتحدة، وبر الصين الرئيسي، وتايلاند، والفلبين. يُعتبر فيروس كورونا المرتبط بمتلازمة الشرق الأوسط التنفسية (MERS-CoV) واحدًا من الفيروسات العديدة التي حددتها منظمة الصحة العالمية كسببٍ محتملٍ لوباءٍ في المستقبل. وضعَ على قائمة البحث والتطوير المستعجل.

## العائلة الفيروسية
ينتمي فيروس كورونا الشرق الأوسط إلى إحدى العوائل الفيروسية الكبيرة المعروفة بتأثيرها على الإنسان والحيوان وتسمى باسم كورونا فيريدي (بالإنجليزية: Coronaviridae)‏. تم اكتشاف أول فيروس من هذه العائلة في عام 1960م. وتمتاز المادة الوراثية لهذا الفيروس بأنها عبارة عن خيط مفرد موجب القطبية يسمى حمض ريبي نووي (بالإنجليزية: RNA)‏. وكورونا كلمة لاتينية تعني التاج (بالإنجليزية: Crown)‏، حيث أن شكل الفيروس يأخذ شكل التاج عند العرض بالمجهر الإلكتروني. ويتراوح طول قطر الفيروس بين 120-150 نانو ميتر، وحجم المادة الوراثية يتراوح بين 27-32 ألف قاعدة نيتروجينية.
تتميز هذه العائلة الفيروسية أثناء تكاثرها بأنها عند وصول مادتها الوراثية إلى سيتوبلازم الخلية المصابة تعامل كمرسال الحمض الريبي النووي (بالإنجليزية: mRNA)‏، بمعنى أن خطوة النسخ (بالإنجليزية: Transcription)‏ مستثناة في دورة حياة فيروسات هذه العائلة مقارنة بالفيروسات الأخرى، مثل: فيروس الإنفلونزا، وفيروس الحصبة، وفيروس حمى الوادي المتصدع حيث خطوة النسخ تكون أساسية في تكاثرها. ولذلك ربما يكون تكاثر فيروسات كورونا أسرع من غيره لغياب خطوة النسخ. ولإيضاح الفكرة، في الإنسان أثناء تكاثر المادة الوراثية (بالإنجليزية: DNA)‏ يتم نسخها إلى مرسال الحمض الريبي النووي (بالإنجليزية: mRNA)‏ ثم تترجم إلى بروتين. وفي فيروسات كورونا تترجم مادتها الوراثية الحمض ريبي نووي (بالإنجليزية: RNA)‏ مباشرة إلى بروتين.
رغم بعض التصريحات في بعض الدول العربية التي تؤكد أن فيروس كورونا ناتج من فيروس الإنفلونزا. ولكن يستحيل ذلك من الناحية العلمية، وهذا الكلام لايمت للحقيقة بصلة، وفيروس الإنفلونزا ينتمي لعائلة فيروسية مختلفة، وربما هناك وجه شبه في الأعراض فقط.

## أنواع فيروسات كورونا
حتى بدايات الألفية الثانية كان علماء الفيروسات مدركين وجود فيروسين فقط من هذه العائلة تصيب الإنسان هي (HCoV-229E and HCoV-OC43). في عام 2003 ظهر فيروس سارس في منطقة هونغ كونغ الصينية، وسجل الوباء 8422 حالة إصابة، منها 916 وفيات حول العالم بنسبة وفيات تقترب من 10٪ للمصابين. في عام 2004 م تم اكتشاف سلالة جديدة سميت باسم NL63. وفي عام 2005 م سجلت مجموعة بحثية في جامعة Hong Kong اكتشاف سلالة خامسة سميت باسم HKU1.
في يونيو 2012 توفي أول مريض بسبب الإصابة بفيروس كورونا مختلف عن الأنواع المعروفة سابقاً وكانت الإصابة في السعودية 
وفي سبتمبر 2012 م قامت منظمة الصحة العالمية (WHO) بإصدار تحذير عالمي عن ظهور نوع جديد من فيروسات كورونا في كل من المملكة العربية السعودية وقطر، حيث أُصيب شخصان. دلت النتائج الأولية في عدة مختبرات عالمية على أن فيروس كورونا الجديد يشبه إلى حد ما فيروس سارس، ولكنه مع وجود عدد من الاختلافات من أبرزها انخفاض نسبة انتشاره بين الناس ولكن ارتفاع نسبة الوفيات التي تصل إلى حوالي 50٪ خصوصا عند كبار السن والمصابين بأمراض مزمنة. في البداية أطلق على الفيروس العديد من الأسماء واتفق مؤخراً على تسميته بفيروس كورونا المسبب لمتلازمة الجهاز التنفسي الشرق أوسطي.

## انتشار سلالة فيروس كورونا الجديد

منطقة الشرق الأوسط، حيث بدأ انتشار المرض في أبريل 2012.

حسب آخر إحصائية نشرت من منظمة الصحة العالمية في 24 أبريل 2014 تم تشخيص 254 حالة مؤكدة في العالم توفي منهم 93.
تعتبر السعودية الأكثر إصابة بالفيروس والدول الأخرى التي ثبت وجود حالات فيها هي بريطانيا، قطر، الأردن، فرنسا، الإمارات وتونس وأمريكا واليونان وإيطاليا 
من الملاحظ ان لجميع الحالات المرضية التي وقعت في أوروبا وتونس صلة ما بالشرق الأوسط (بصفة مباشرة أو غير مباشرة). في السعودية، أكثر الدول إصابة بالفيروس، ورُصد المرض في عدد مختلف من المدن والمناطق إلى أن أكثر الإصابات تركزت في منطقة الأحساء. وفي الشهر المنصرم أبريل تركزت أكثر الأصابات والوفيات في مدينة جدة في المنطقة الغربية حيث بلغت حالات الوفاة خلال الأسبوع الماضي لا يقل عن 17 حالة وفاة.
أيضاً لوحظ أن 80٪ من الحالات في السعودية كانت في الذكور، ولكن قد يصعب استخلاص أن الفيروس أقل تأثيراً على النساء حيث قد يكون للنقاب، الزي الإسلامي للنساء في السعودية دور في تقليل معدل الإصابة لأنه يحمي الفم والأنف من انتقال الفيروسات.
في شهر رمضان تم تشخيص 14 حالة مؤكدة، 9 في السعودية و5 في الأمارات رغم أنه لم يُرصد حدوث إصابات للمعتمرين خلال وقت زيارتهم لمكة ولكن لم يتم توضيح هل كانوا على علاقة أو احتكاك بزوار مكة.

## الإصابات والوفيات
| عدد الإصابات والوفيات من فيروس كورونا الشرق الأوسط، أبريل 2012 - سبتمبر 2015 |         |         |                  |
| الدولة                                                                       | الحالات | الوفيات | نسبة الوفيات (%) |
| السعودية                                                                     | 1223    | 520     | 42.5%            |
| الإمارات العربية المتحدة                                                     | 33      | 9       | 27%              |
| قطر                                                                          | 7       | 4       | 57%              |
| الأردن                                                                       | 9       | 5       | 55%              |
| المملكة المتحدة                                                              | 4       | 3       | 75%              |
| الكويت                                                                       | 3       | 1       | 33%              |
| تونس                                                                         | 3       | 1       | 33%              |
| عُمان                                                                         | 2       | 2       | 100%             |
| فرنسا                                                                        | 2       | 1       | 50%              |
| ألمانيا                                                                      | 2       | 1       | 50%              |
| ماليزيا                                                                      | 1       | 1       | 100%             |
| إيطاليا                                                                      | 1       | 0       | 0%               |
| الفلبين                                                                      | 1       | 0       | 0%               |
| إسبانيا                                                                      | 1       | 0       | 0%               |
| اليونان                                                                      | 1       | 0       | 0%               |
| مصر                                                                          | 1       | 0       | 0%               |
| هولندا                                                                       | 2       | 0       | 0%               |
| إيران                                                                        | 1       | 1       | 100%             |
| الجزائر                                                                      | 2       | 1       | 50%              |
| المجموع                                                                      | 763     | 311     | 41%              |
| Source:CDC                                                                   |         |         |                  |

## مصدر الفيروس الجديد

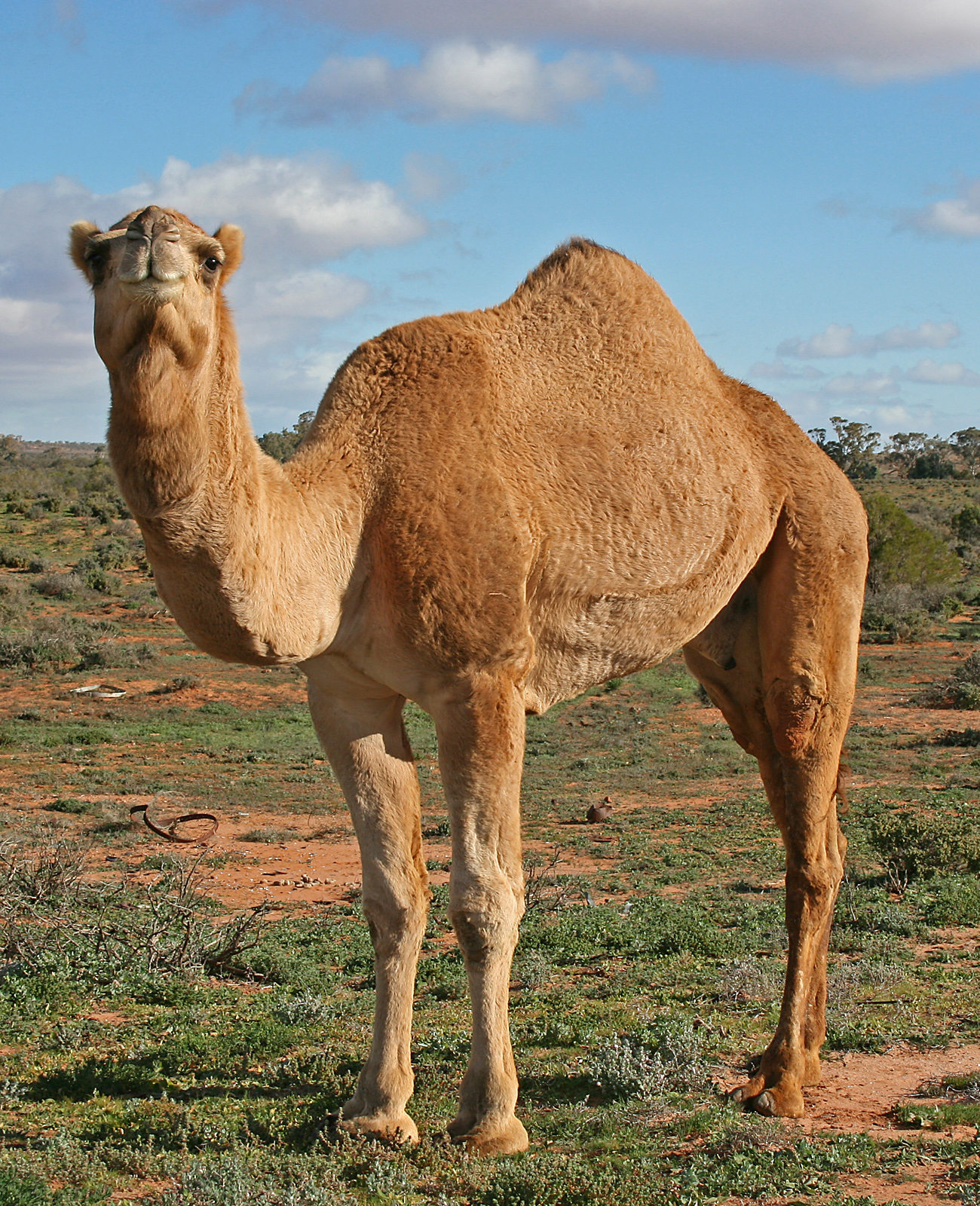
الجمل وحيد السنام قد يكون مصدر للفيروس

إلى الآن لم يعرف مصدر هذه السلالة الفيروسية الجديدة لكن هناك العديد من الاحتمالات:
1. قد يكون أحد فيروسات كورونا التي تصيب الإنسان سابقة الذكر حدث له تطفير، وبالتالي أصبحت السلالة الجديدة المطفرة قادرة على إصابة الكلى وهي الخاصية غير الموجودة في فيروسات كورونا الأخرى.
2. قد يكون الفيروس أحد فيروسات كورونا التي تصيب الحيوان في الأصل ونتيجة لإصابة الإنسان به أصبح الفيروس تحت ضغط مما أدى إلى تكيفه وأصبح الفيروس قادراً على إصابة الإنسان وبالتالي قدراته الإضافية تمثلت في القدرة على إصابة خلايا الكلى بدلاً من إصابة الجهاز التنفسي فقط، يعتقد أن الخفافيش هي مصدر الفيروس الأساسي ولكن لم يثبت بشكل قطعي.

في دراسة حديثة تمكن فريق طبي مشترك من وزارة الصحة السعودية مع جامعة كولومبيا الأميركية ومختبرات «إيكو لاب» الصحية الأميركية من عزل فيروس «كورونا الشرق الأوسط» المسبب للالتهاب الرئوي الحاد من إحدى العينات من الخفافيش بالمملكة. وذكرت الدراسة أن فحص «البلمرة» الجزيئية الخاص بالفيروس قد أجري على عينات جرى جمعها من 96 خفاشاً حياً تمثل سبع فصائل مختلفة، وأيضاً على 732 عينة من مخلفات الخفافيش في المناطق التي سجلت فيها حالات مؤكدة للمرض في السعودية. وأضافت أن عينة واحدة من خفاش القبور المصري (الاسم العلمي : Taphozous perforatus)؛ أظهرت وجود تركيبة جينية مطابقة 100% لفيروس «كورونا الشرق الأوسط».
```
كما أظهرت الدراسة أيضاً وجود فيروسات متعددة أخرى من فصيلة كورونا في 28% من العينات التي تم فحصها.
[
29
]
```

بينما أظهرت دراسة أخرى أعدها فريق هولندي نُشرت في دورية «لانست» للأمراض المعدية، أن الإبل وحيدة السنام قد تكون مصدر فيروس كورونا الشرق الأوسط التي تستخدم في المنطقة من أجل اللحوم والحليب والنقل والسباقات. وجمع فريق البحث الهولندي 349 عينة دم من مجموعة متنوعة من الماشية بما في ذلك الإبل والأبقار والأغنام والماعز من عمان وهولندا وإسبانيا وتشيلي، وأظهرت الفحوصات وجود أجسام مضادة لفيروس كورونا الشرق الأوسط في جميع العينات الخمسين المأخوذة من الإبل في عمان بينما لم يتم العثور على الأجسام المضادة في باقي الحيوانات.

## أعراض المرض
تؤدي الإصابة بفيروس كورونا الشرق الأوسط في العادة إلى التهاب قناة التنفس العلوية وبأعراض مشابهة للإنفلونزا مثل العطاس، والسعال، وانسداد الجيوب الأنفية، وإفرازات مخاطية من الأنف مع ارتفاع درجة حرارة الجسم لتصل إلى حوالي 39 درجة خلال 24 ساعة من بدء الأعراض، وأيضًا قد يؤدي إلى إصابة حادة في الجهاز التنفسي السفلي، والالتهاب الرئوي. بالإضافة إلى التأثير على الجهاز التنفسي فإن فيروس كورونا الشرق الأوسط قد يؤدي إلى فشل الكلى مع احتمال عالي للوفاة.

### من أعراضه
1. سعال.
2. قيء (في بعض الحالات).
3. إسهال (في بعض الحالات).
4. حمى.
5. التهاب رئوي حاد.
6. عطاس.

## طريقة الانتقال

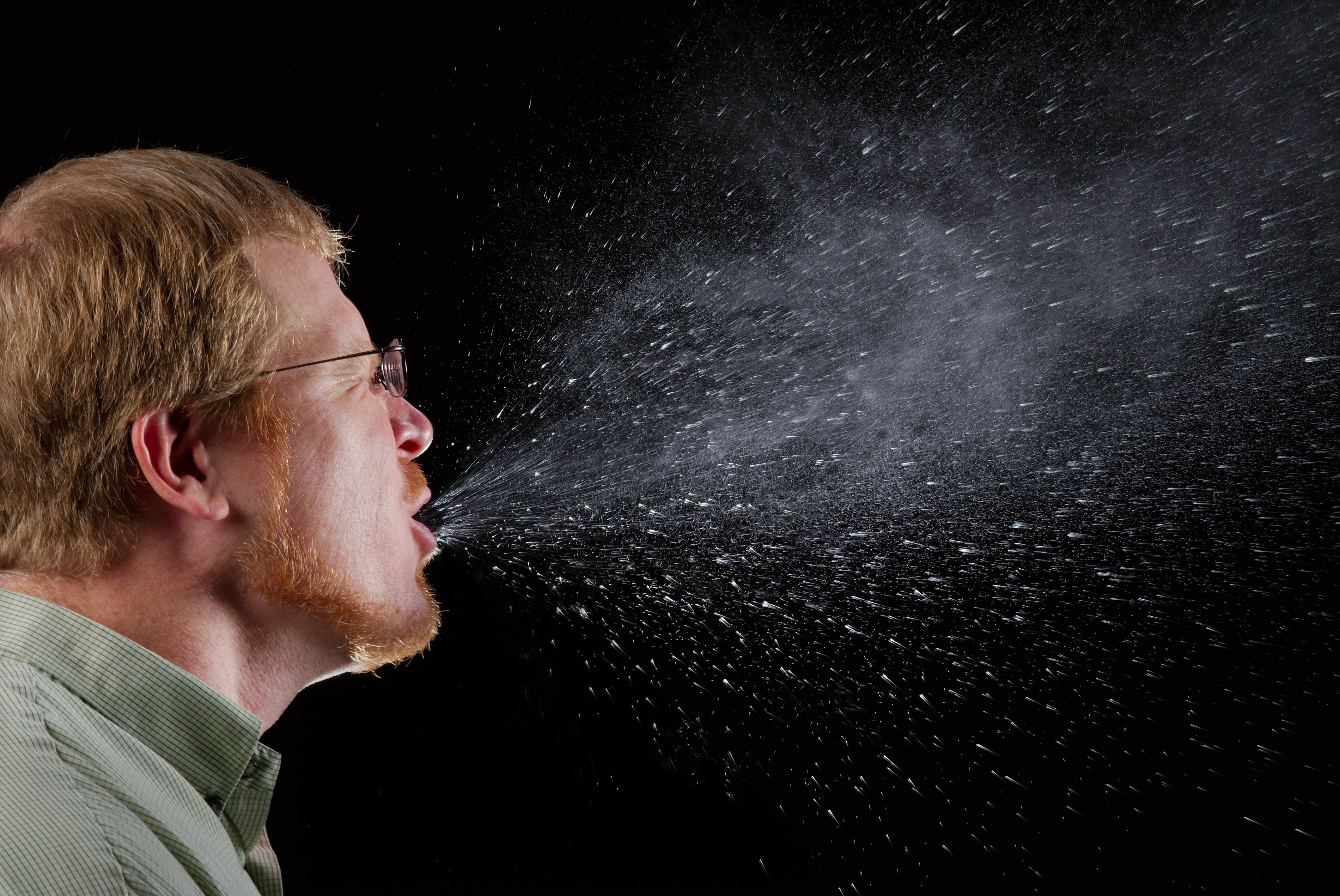
كمعظم الفيروسات التي تصيب الجهاز التنفسي ينتقل المرض عن طريق تلوث الأيدي، والرذاذ والمخالطة المباشرة مع سوائل وإفرازات المريض وجزئيات الهواء الصغيرة حيث يدخل الفيروس عبر أغشية الأنف والحنجرة. ويعتبر العطاس أحد طرق نقل الفيروس

ينتقل المرض نتيجة استنشاق الرذاذ التنفسي من المريض، أو عن طريق الأسطح الملوثة، مثل المخدات (الوسائد) والألحفة (الشراشف) وغيرها.
وقد ثبتت قدرة الفيروس على الانتقال بين الناس كما ثبتت إصابة عدد من العاملين في المجال الصحي به عن طريق العدوى من المرضى، وتوصي منظمة الصحة العالمية العاملين في مجال الرعاية الصحية باستخدام الإجراءات الوقائية من الأمراض التنفسية عند الكشف على المصابين بالفيروس.

## فترة حضانة الفيروس
حسب الدراسات ففترة حضانة فيروس كورونا الشرق الأوسط يعتقد أنها في الغالب تكون 5.5 يومًأو تتراوح ما بين 1.9 يومًا الي 14.7 يوماً.
ويمكن للفيروس الاحتفاظ بقدرته الإمراضية خارج جسم الإنسان لمدة ستة أيام في بيئة سائلة وثلاث ساعات على الأسطح الجافة وذلك حسب الدراسات.

## طرق الكشف

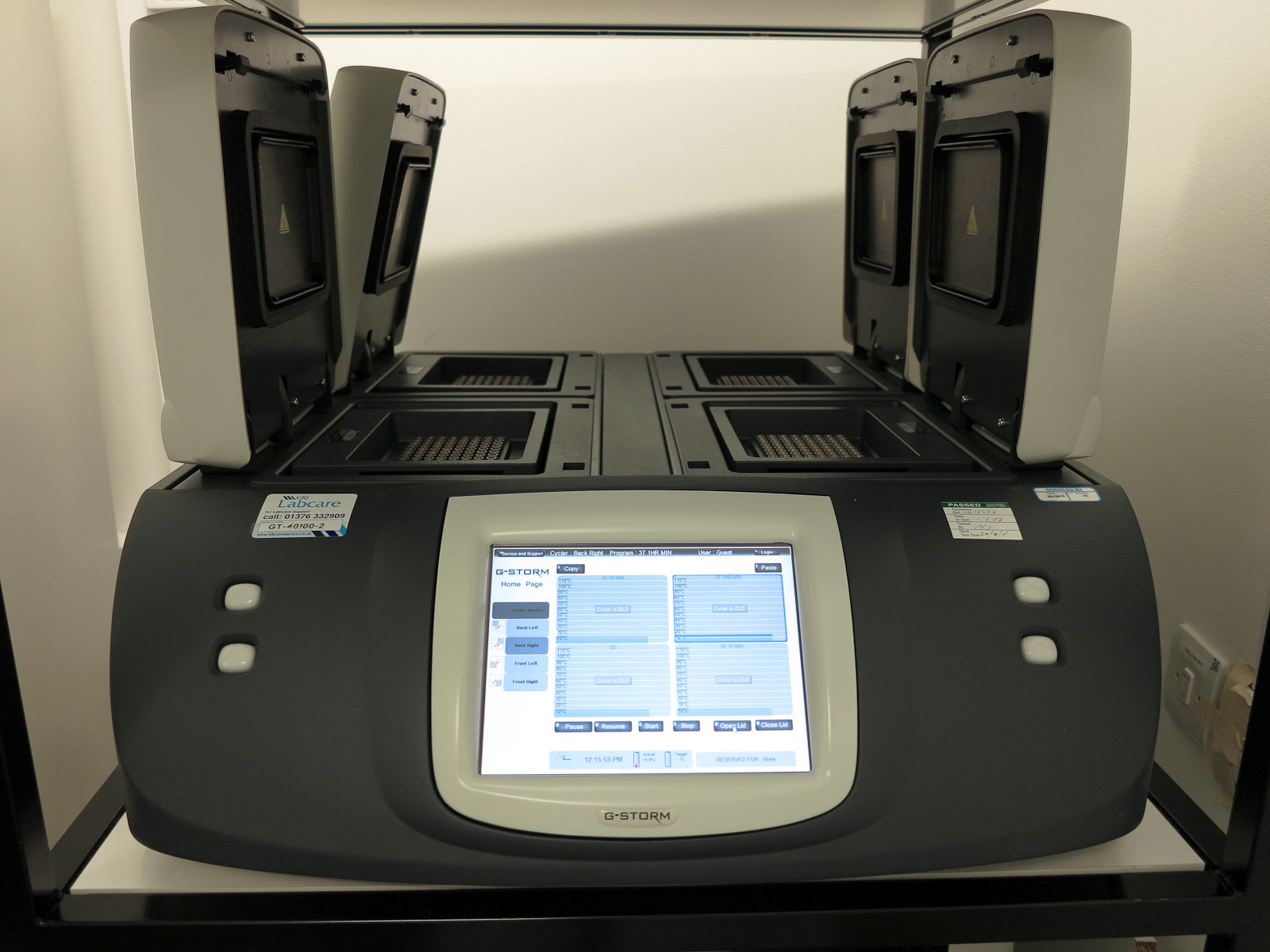
جهاز اختبار تفاعل البوليميرز المتسلسل PCR

يمكن الكشف عن الفيروس بالطرق التالية:
1. العزل.
2. المجهر الإلكتروني.
3. الاختبارات المصلية.
4. تقنية تفاعل البوليميراز المتسلسل

## العلاج
لا يوجد علاج نوعي للفيروس، وتعد الأدوية المستخدمة مساندة فقط وتهدف في الغالب إلى خفض درجة حرارة المريض مع استخدام الوسائل المدعمة للتنفس.
اكتشف مبدئياً لقاح أولي واقي من الفيروس من شركة نوفا فكس (بالإنجليزية: Novavax)‏ وشركة غريفكس (بالإنجليزية: Greffex)‏ ولكن لا زال في مرحلة الاختبارات الأولية.